# Chiesa di Santa Maria Assunta (Magnano)
La chiesa di Santa Maria Assunta è un edificio sacro che si trova nella località Magnano nel comune di Villa Collemandina.
È la chiesa parrocchiale della frazione.

## Storia
Risulta menzionata in un documento vescovile risalente all'anno 899, successivamente nella bolla del 1168 di Papa Alessandro III come Ecclesia S. Mariae de Maniano e nel 1224 nel Codice Pelavicino. 
Nel 1260 la chiesa di Santa Maria di Magnano viene citata nella Nota delle chiese dipendenti dalla Pieve di San Giovanni Battista di Pieve Fosciana, mentre nel 1396 il vescovo di Lucca, Nicolao Guinigi conferma l'esistenza di un rettore eletto dal popolo.

## Descrizione
L'edificio si presenta all'esterno con facciata a capanna e in parte a filaretto. L'interno è in stile barocco ad un'unica navata con l'aggiunta sul lato destro di una cappella. Conserva due dipinti del 1600 rappresentanti uno l'Assunzione della Vergine posto sopra il coro dietro l'altar maggiore, l'altro la Madonna col Bambino fra angeli e santi nella cappella del Sacro Cuore. A sinistra e a destra dell'altar maggiore, nonché uno di fronte all'altro, due altari: di San Rocco e della Madonna del Rosario. Da segnalare il fonte battesimale in pietra scolpita del XVIII secolo, l'organo Agati-Tronci e cantoria del 1894.